# れるりり
れるりりは、日本のミュージシャン、音楽プロデューサー、ボカロP。代表曲は『脳漿炸裂ガール』、『厨病激発ボーイ』『神のまにまに』など。

## 来歴
バンド活動ののち、2009年にニコニコ動画でボカロPとして活動を開始する。初めて投稿した楽曲『いつもより泣き虫な空』が10万再生を超える“殿堂入り”となる。
2012年に投稿された楽曲『脳漿炸裂ガール』で初めての100万回再生を達成。のちに吉田恵里香によるノベライズ版が刊行された。さらに、2015年にはボーカロイド楽曲が原案の作品として初めて実写映画化された。主演は私立恵比寿中学の柏木ひなた。
2015年に発表した楽曲『厨病激発ボーイ』は藤並みなとによるノベライズ版が刊行された。さらに舞台化や、小説を原作としたスタジオディーン制作のアニメが2019年に放送されるなど、メディアミックス展開された。
2020年、自身の活動10周年を記念したベストアルバムを発表。
2022年5月30日、自身の楽曲『神のまにまに』、同年6月30日に『脳漿炸裂ガール』がプロジェクトセカイ カラフルステージ！ feat. 初音ミクに収録される。

## 人物
高校卒業後、バンドでギターを担当。スガシカオ、山崎まさよし、ソウルミュージックの邦楽、洋楽などをよく聴いていた。

## ディスコグラフィー

### アルバム
| 発売日         | タイトル                                                    | 規格品番                                     | 収録曲    | 備考                           |
| -------------- | ----------------------------------------------------------- | -------------------------------------------- | --------- | ------------------------------ |
| 2012年4月27日  | 至高のフルアルバム                                          | KTCD-1007                                    | 全13曲    | プロデュースを担当             |
| 2012年12月28日 | 脳漿炸裂ガール                                              | KTCD-1012:通常盤 KTCD-1013:限定盤            | 全12曲    | Kittyroom810                   |
| 2014年10月27日 | 聖槍爆裂ボーイ                                              | KTCD-1027                                    | 全11曲    | Kittyroom810                   |
| 2015年12月16日 | 厨病激発ボーイ                                              | ZMCL-1039/40:初回生産限定盤 ZMCL-1041:通常盤 | 全12曲    | ウルトラシープ                 |
| 2018年10月31日 | 青春症候群                                                  | MHCL-2785                                    | 全14曲    | ソニー・ミュージックダイレクト |
| 2020年8月26日  | 10th Anniversary Original & Best ALBUM 「羞恥心に殺される」 | LACA-9749/50                                 | 全10+10曲 | ランティス                     |

### 配信限定シングル
| 発売日         | タイトル             | レーベル      |
| -------------- | -------------------- | ------------- |
| 2010年2月10日  | いつもより泣き虫な空 | CFM           |
| 2010年6月18日  | いくつもの夜を越えて | CFM           |
| 2010年10月29日 | Knife                | CFM           |
| 2021年3月7日   | 反芻シ考             | Kitty Records |
| 2021年4月29日  | アイカ               | Kitty Records |
| 2021年7月7日   | ゼロ距離恋愛         | ランティス    |
| 2022年12月15日 | Iなんです            | Kitty Records |

## 楽曲提供
- 伊波杏樹
  - コカルテ（作詞・作曲・編曲）
- いれいす
  - メテオライト（作詞・作曲）
- Gero×+α/あるふぁきゅん。
  - ミッドナイト・シンドローム（作詞・作曲・編曲）
- さとみ×ころん（すとぷり）
  - 遊獣浮男ボーイ（作詞・作曲・編曲）
  - レべリング（作詞・作曲・編曲）
- すとぷり
  - ヒカリユメ（作詞・作曲）
  - ステレオパレード（作詞・作曲）
  - Strawberry Prince Forever（作詞・作曲・編曲）
- ななもり。×ジェル（すとぷり）
  - 空想エレクティカ（作詞・作曲）
- にじさんじ
  - 1 ∞ color（作詞・作曲）
- ツイキャス 声誕祭上位ユニット(コレって恋ですか?、DREAM CAS(ドリキャス)、すもうきんぐ)
  - どうしようもないくらい君に向かっている（作詞・作曲）
- KnightA-騎士A-
  - 僕の心はオリジナル（作詞・作曲）
- 25時、ナイトコードで。(プロジェクトセカイ カラフルステージ! feat. 初音ミク)
  - Iなんです（作詞・作曲）
- AMPTAKxCOLORS
  - リファイア（作詞・作曲）[5]